# Diopsis nigra
Diopsis nigra är en tvåvingeart som beskrevs av Johann Karl Wilhelm Illiger 1807. Diopsis nigra ingår i släktet Diopsis och familjen Diopsidae. Inga underarter finns listade i Catalogue of Life.